# Sigbert Ganser
Sigbert Josef Maria Ganser (ur. 24 stycznia 1853 w Rhaunen, zm. 4 stycznia 1931 w Dreźnie) – niemiecki lekarz psychiatra, ordynator zakładu psychiatrycznego w Dreźnie, tajny radca medyczny. Autor klasycznego opisu zespołu, znanego obecnie jako zespół Gansera.

## Życiorys
Był synem Petera Josepha Gansera, dworskiego notariusza, i Kathariny Jonas. Miał liczne rodzeństwo. Wczesne dzieciństwo spędził w domu rodzinnym w Prün, następnie uczęszczał do gimnazjum w Münster. Studiował na Uniwersytecie Juliusza i Maksymiliana w Würzburgu, Uniwersytecie Cesarza Wilhelma w Straßburgu oraz Uniwersytecie Ludwika i Maksymiliana w Monachium. Ukończył studia w 1876 na tej ostatniej uczelni. Przez pewien czas pracował w klinice psychiatrycznej w Würzburgu, po czym został asystentem Bernharda von Guddena w Monachium. W 1886 roku objął katedrę psychiatrii w Dreźnie oraz został ordynatorem oddziału dla chorych psychicznie w tamtejszym szpitalu, później przekształconego w klinikę (Irren- und Siechenanstalt). Pracował z Emilem Kraepelinem i Hansem Queckenstedtem.
Z zawartego 11 września 1889 roku małżeństwa z Mary Sophią Cloete-Brown, córką Charlesa Langforda Browna i Catteriny Sophii Cloete, urodziło się troje dzieci – jedno zmarło po narodzeniu, Herbert (1893–1914) i Sibylla (1894). Syn zmarł wskutek ran odniesionych na froncie.
W uznaniu zasług Gansera z okazji 60. urodzin w 1913 roku wydano jubileuszowy zeszyt (Festschrift) czasopisma Zeitschrift für die gesamte Neurologie und Psychiatrie, zawierający prace współpracowników i uczniów. Jubileuszowe artykuły poświęcono mu z okazji 70 i 75 urodzin.
Odznaczony Orderem Albrechta I klasy z koroną, pruskim Orderem Korony III klasy, Orderem Zasługi Korony Pruskiej, Krzyżem Żelaznym II klasy.
Jego uczniami byli Johann Dinter, F. Lührmann, Georg Ilberg, Stegmann, G. Marthen, Ernst Trömner, Ossian Oehmig, Kaiser, Schubart, Schultheis, Lücke, Josef von Ehrenwall.
Sigbert Ganser zmarł 4 stycznia 1931 roku, po długiej chorobie.

## Dorobek naukowy
W 1898 roku, pracując w Halle, opisał u trzech więźniów zespół znany dziś jako zespół Gansera. Był też autorem szeregu prac neuroanatomicznych. W 1882 roku szczegółowo opisał grupę neuronów śródmózgowia, znaną dziś jako wyspy Calleji.

## Lista prac
- Ueber die vordere Hirncommissur der Säugethiere[7]. 1879
- Ueber die Anatomie des vorderen Hügels vom Corpus quadrigeminum. Archiv für Psychiatrie und Nervenkrankheiten 11, ss. 278–281, 1880
- Zur Anatomie der Katzenretina. Zeitschrift für vergleichende Augenheilkunde 1, s. 139, 1882
- Ueber die periphere und centrale Anordnung der Sehnervenfasern und über das Corpus bigeminum anterius[8]. 1882
- Vergleichend-anatomische Studien über das Gehirn des Maulwurfs. Morphologisches Jahrbuch 7, ss. 591–725, 1882
- Wie lässt sich am besten der sogenannte eiserne Bestand für Truppen im Felde herstellen? Archiv für Hygiene 3, ss. 500–520, 1885
- Demonstration eines Kranken mit Aphasie und Hemianopsie.. Jahresbericht der Gesellschaft für Natur- und Heilkunde in Dresden 1887/1888, ss. 147–149, 1888
- Ueber einige Symptome der Hysterie und über die Beziehungen der Hysterie zum Alkoholismus. Jahresbericht der Gesellschaft für Natur- und Heilkunde in Dresden 1893/1894, ss. 119–133, 1894
- Über einen eigenartigen hysterischen Dämmerzustand[9]. 1898
- Die neurasthenische Geistesstörung. W: Festschrift zur Feier des fünfzigjahrigen Bestehens des Stadtkrankenhauses zu Dresden-Friedrichstadt. Dresden: Baensch, 1899 ss. 81–89.
- Die Trunksucht – eine heilbare Krankheit. Vortrag, gehalten in der Jahresversammlung des sächsischen Landesverbandes gegen den Mißbrauch geistiger Getränke in Döbeln am 23. Juni 1901. Dresden, 1901
- Säuferwahnsinn. Allgemeine Zeitschrift für Psychiatrie 59, s. 542, 1902
- Zur Lehre vom hysterischen Dämmerzustande[10]. 1904
- Zur Behandlung des Delirium tremens. Münchener Medizinische Wochenschrift 54, ss. 120–122, 1907
- Alkohol und Geisteskrankheiten. Vortrag, gehalten in dem vom sächsischen Landesverband gegen den Mißbrauch geistiger Getränke vom 3. bis 10. Juni 1908 veranstalteten wissenschaftlichen Kursus zur Erforschung der Alkoholfrage. Dresden, 1909
- Ueber Hysterie. Münchener Medizinische Wochenschrift 59, s. 48, 1912
- B. v. Gudden. W: Theodor Kirchhoff (Hrsg.): Deutsche Irrenärzte. Einzelbilder ihres Lebens und Wirkens. Band 2. Springer, Berlin 1924, s. 47.